# Saint-Just-en-Bas
Saint-Just-en-Bas är en kommun i departementet Loire i regionen Auvergne-Rhône-Alpes i centrala Frankrike. Kommunen ligger i kantonen Saint-Georges-en-Couzan som tillhör arrondissementet Montbrison. År 2022 hade Saint-Just-en-Bas 282 invånare.

## Befolkningsutveckling
Antalet invånare i kommunen Saint-Just-en-Bas
| Referens: INSEE |